# Longitarsus ibericus
Longitarsus ibericus es un coleóptero de la familia Chrysomelidae. Fue descrita científicamente en 1974 por Leonardi & Mohr.